# Bojni razpored (sura)
Bojni razpored (arabsko As-Saff) je 61. sura (poglavje) v Koranu, ki jo sestavlja 14 ajatov (verzov). Je medinska sura.
Med opravljanjem molitve (salata oz. namaza) pri tej suri verniki opravijo 2 ruku'ja (priklona).